# Rathaus (Jawor)
Das Rathaus von Jawor (deutsch Jauer) in der Woiwodschaft Niederschlesien in Polen wurde im späten 19. Jahrhundert im Neorenaissancestil errichtet. Es befindet sich inmitten des Jauerer Rings (polnisch Rynek).

## Geschichte
Das erste Rathaus entstand im 14. Jahrhundert und wurde mehrfach umgebaut. Im Jahr 1537 hatte es einen Turm erhalten. Nachdem das Bauwerk 1846 und im März 1895 in Brand geraten war, wurde es unmittelbar danach abgerissen, erhalten blieb der 65 Meter hohe gotische Turm. Die Pläne für den Rathausneubau, unter Einbeziehung der Fundamente des Vorgängergebäudes und des historischen Turmes, fertigte der Charlottenburger Architekt Hermann Guth (1851–1924), der einen zuvor veranstalteten Architektenwettbewerb gewonnen hatte. Mit dem Bau wurde 1895 unter der Leitung des Architekten – der auch die künstlerische Oberleitung innehatte – begonnen. Am 22. November 1897 wurde das Rathaus feierlich seiner Bestimmung übergeben. Es diente auch für das zur gleichen Zeit errichtete Rathaus in Tarnowitz als Vorbild.

## Architektur
Das Gebäude im Stil der Niederländischen Renaissance mit zwei Obergeschossen besteht aus zwei Flügeln und steht auf einem erhöhten Granit-Sockel mit Bossenwerk. Im Innenhof befindet sich der gotische Turm mit einem Barockhelm. Dieser ist unten viereckig und oben oktogonal. Die verputzte Fassade war ursprünglich reich und farbig bemalt, u. a. mit den Wappen Schlesiens, des Herzogtums Jauer und der Stadt Jauer. Die Malereien schuf der Berliner Kunstmaler Ernst Küpers. Ein Erkerturm, der das Motiv des historischen Turmes aufnimmt, und mehrere Ziergiebel vervollständigen die Außenarchitektur.
Die Fenster des Ratssaales enthalten aufwändige Glasmalereien. Sie wurden 1897 durch Julius Jürs gestaltet.
Zum Fassadenschmuck gehört u. a. eine Kartusche mit den Wappen des Herzogtums Jauer und der Stadt Jauer mit den Initialen des Architekten „H. G.“